# Grigore Brișcu
Grigore Brișcu (n. 1884 la Bârlad – d. 1965 la București) a fost inginer român, pionier al aviației moderne, inovator și inventator, constructor de aeronave, cel mai bine cunoscut ca inventator al elicei duble cu pas variabil și al motorului rotativ.

## Realizări aviatice
Între 1909 - 1911, realizează prima machetă și apoi un prototip al unui elicopter ("aerobrișca") cu două elice coaxiale și contrarotative și un platou pentru variația ciclică a pasului elicei.
Acest prototip, dotat cu un motor Antoinette, a zburat avându-l ca pilot pe francezul breton Paul Cornu.

## Patent
Motorul rotativ Brișcu a fost patentat de OSIM cu numărul 2323/2046 din 1912.

## Vezi și
- Paul Cornu